# Christian Weikop
Christian Poul Weikop (* 1970) ist ein britischer Kunstwissenschaftler und Dozent an der Universität von Edinburgh.

## Leben
Christian Weikop lehrt Kunstgeschichte des 19. und 20. Jahrhunderts mit dem Schwerpunkt auf deutscher und österreichischer Kunst. Er ist Gründer und Direktor des VARIE Research Forum for German Visual Culture an der Universität von Edinburgh. Er zählt zu den wenigen Experten für deutsche moderne und zeitgenössische Kunst, die die jüngere englischsprachige Wissenschaftscommunity vorzuweisen hat.
Zu seinen Forschungsgebieten gehören Deutsche Romantik, Expressionismus, Bauhaus, Dada, Neue Sachlichkeit, Neo-Expressionismus, Avant-Garde-Magazine, Deutsche Holzschnittkunst, Deutsche und Österreichische Secessionen, im weiteren Sinne auch Kulturpolitik und Kulturaustausch.
Im Jahr 2005 promovierte er an der University of Birmingham. Seine Dissertation trug den Titel Arboreal expressionism: myth, medium, material and memory: the aesthetics of cohesion and subversion in Brücke's woodcut culture.
Starke Beachtung in der Fachwelt erfuhr der von ihm 2011 herausgegebene Sammelband Bridging History: New Perspectives on Brücke Expressionism. Dieser enthält Beiträge internationaler Expressionismusexperten wie Rose-Carol Long, Reinhold Heller, Timothy O. Benson, Monika Wagner, Shulamith Behr, Colin Rhodes, Tanja Pirsig, Aya Soika, Donald Kuspit, John-Paul Stonard und Christian Saehrendt. Sherwin Simmons lobte im Burlington Magazine: '„... diese Anthologie greift auf frische Themen und neue Forschungsansätze zurück, sie weist den Weg zu weitergehender Forschung. Eine Stärke des Buches liegt in Christian Weikops geistreicher Einführung, die den Essays eine thematische Klammer liefert und der Rezeption der Brücke-Kunst durch neuere Künstler nachspürt.“
Es wird hier als Weikops Verdienst angesehen, die sprachliche Grenze, die zwischen der deutschen und internationalen Expressionismusforschung besteht, überwunden zu haben und den deutschen Expressionismus stärker als kulturelles Welt-Erbe zu positionieren. Christian Weikop hat zahlreiche Essays zur deutschen Kunst in Zeitschriften und Ausstellungskatalogen publiziert, teilweise in enger Zusammenarbeit mit Institutionen wie der Neuen Galerie in New York oder dem Museum für Kunst und Gewerbe Hamburg und der New Walk Museum & Art Gallery sowie der Tate Gallery. Er hat zudem eine Reihe von wissenschaftlichen Konferenzen organisiert.

## Publikationen (Auswahl)
- (als Hg.) Bridging History: New Perspectives on Brücke Expressionism. Mai 2011, ISBN 978-1-4094-1203-8.
- (als Hg.) Modernist Magazines: A Critical and Cultural History, Volume 3: Europe 1880–1939. Oxford University Press, 2013.

Essays und Katalogkapitel
- Introduction to German, Swiss, and Austrian Magazines sowie Kapitel: Transitions: From Expressionism to Dada und Berlin Dada and the Carnivalesque. In: Peter Brooker, Sascha Bru, Andrew Thacker, Christian Weikop (Hrsg.): Modernist Magazines: A Critical and Cultural History, Volume 3: Europe 1880–1939. Oxford University Press, 2013.
- Brücke and Canonical Association. In: Reinhold Heller (Hrsg.): Brücke: The Birth of Expressionism in Dresden and Berlin, 1905–1913. Ausstellungskatalog, Hatje Cantz, 2009, S. 102–127. (Ausstellung Neue Galerie New York, 2009).
- Karl Schmidt-Rottluffs arborealer Expressionismus. In: Rosa Schapire und die Expressionisten. Ausstellungskatalog. Hatje Cantz, 2009, S. 186–215. (Museum für Kunst und Gewerbe, Hamburg, 2009).